# Homestead (Florida)
Homestead ist eine Stadt im Miami-Dade County im US-Bundesstaat Florida. Das U.S. Census Bureau hat bei der Volkszählung 2020 eine Einwohnerzahl von 80.737 ermittelt. 

## Geographie
Homestead befindet sich etwa 35 km südwestlich von Miami und grenzt an die Stadt Florida City.

## Demographische Daten
Laut der Volkszählung 2010 verteilten sich die damaligen 60.512 Einwohner auf 23.419 Haushalte. Die Bevölkerungsdichte lag bei 1626,7 Einw./km². 66,9 % der Bevölkerung waren Weiße, 20,4 % Afroamerikaner, 0,4 % Ureinwohner und 1,2 % Asian Americans. 7,4 % waren Angehörige anderer Ethnien und 3,8 % verschiedener Ethnien. 62,9 % der Bevölkerung bestand aus Hispanics oder Latinos.
Im Jahr 2010 lebten in 49,8 % aller Haushalte Kinder unter 18 Jahren sowie 15,5 % aller Haushalte Personen mit mindestens 65 Jahren. 74,0 % der Haushalte waren Familienhaushalte (bestehend aus verheirateten Paaren mit oder ohne Nachkommen bzw. einem Elternteil mit Nachkomme). Die durchschnittliche Größe eines Haushalts lag bei 3,16 Personen und die durchschnittliche Familiengröße bei 3,50 Personen.
33,9 % der Bevölkerung waren jünger als 20 Jahre, 35,3 % waren 20 bis 39 Jahre alt, 21,4 % waren 40 bis 59 Jahre alt und 9,4 % waren mindestens 60 Jahre alt. Das mittlere Alter betrug 29 Jahre. 50,4 % der Bevölkerung waren männlich und 49,6 % weiblich.
Das durchschnittliche Jahreseinkommen lag bei 38.724 $, dabei lebten 29,3 % der Bevölkerung unter der Armutsgrenze.
Im Jahr 2000 war Englisch die Muttersprache von 51,10 % der Bevölkerung, spanisch sprachen 43,22 % und 5,68 % hatten eine andere Muttersprache.

## Sehenswürdigkeiten
- Homestead-Miami Speedway
- Kernkraftwerk Turkey Point
- Homestead Air Reserve Base

Folgende Objekte sind im National Register of Historic Places gelistet:
| - Anhinga Trail - Lily Lawrence Bow Library - Coral Castle - Thomas Faust House - Fuchs Bakery - Homestead Historic Downtown District - Homestead Public School-Neva King Cooper School - Homestead Town Hall | - Lindeman-Johnson House - McMinn-Horne House - Monroe Lake Archeological District - Nike Missile Site HM-69 - Offshore Reefs Archeological District - Populo Shipwreck Site - Seminole Cafe and Hotel - Shark River Slough Archeological District |

## Wirtschaft
Die größten Arbeitgeber waren 2018:
| Arbeitgeber           | Arbeitnehmer |
| --------------------- | ------------ |
| Homestead Hospital    | 1310         |
| Publix                | 482          |
| City of Homestead     | 479          |
| Homestead Manor       | 268          |
| Keys Gate Charter     | 260          |
| Somerset Academy SoHo | 232          |
| Contender Boats       | 201          |
| Signature Health Care | 170          |
| BJ's Wholesale Club   | 126          |
| Sedano's Supermarket  | 125          |

## Verkehr
Durch Homestead führt der U.S. Highway 1 sowie die Florida State Road 997. Außerdem endet hier aus Richtung Norden die SR 821 (Homestead Extension of Florida’s Turnpike, mautpflichtig).

## Söhne und Töchter der Stadt
- Bruce Alan Campbell (* 1957), Schauspieler
- Russell Hodgkinson (* 1959), Schauspieler
- John Brown (* 1990), American-Football-Spieler